# Mehdi Bashiri
Mehdi Bashiri (14 tháng 4 năm 1992 tại Urmia) là một nhà khoa học, nhà phát minh, học giả và nhà văn người Iran.

## Cuộc đời
Anh sinh ra ở Urmia, Iran vào năm 1992. Anh đến Istanbul để học vào năm 2014. Anh bắt đầu theo học ngành nha khoa tại Đại học Istanbul Aydin. Ông là người sáng lập Câu lạc bộ Đổi mới tại Đại học Istanbul Aydın và từng là chủ tịch. Ông đã thực hiện phát minh đầu tiên của mình cùng năm và được cấp bằng sáng chế.
Nhờ nhận được sự giáo dục từ các trường đại học và tổ chức khác nhau trong lĩnh vực kỹ thuật sinh học đã mang lại cho trẻ em năng khiếu phát minh và đổi mới đầu tiên và giáo dục năng khiếu ở Thổ Nhĩ Kỳ trong quá trình này hơn một nghìn trẻ em tham gia khóa đào tạo này.
Năm 2015, ông được trao "Giải thưởng Nhà nghiên cứu xuất sắc nhất" bởi Đại hội Quốc tế về Phát triển Hợp tác Kinh tế về Y tế Tập trung vào Các Quốc gia Hồi giáo. Bashiri đã giành được huy chương vàng tại Hội chợ Phát minh Quốc tế lần thứ 45 ở Geneva, Thụy Sĩ. Anh cũng nhận được giải đặc biệt do Nga trao trong cùng cuộc thi. Trong hội chợ phát minh INPEX 2017 được tổ chức tại Pittsburgh, Hoa Kỳ, ông đã được trao tặng hai huy chương danh dự riêng biệt. Cho đến nay, ông đã giành được hơn một trăm huy chương và giải thưởng tại năm mươi bảy quốc gia trong các cuộc thi uy tín nhất ở Hoa Kỳ và châu Âu, năm 2017,  ông đã nhận được Giải thưởng Nhà phát minh của năm do Tổ chức Sáng tạo Thế giới trao tặng. Năm 2020, anh viết cuốn sách One Step In Flight, trong đó anh kể đã về cuộc đời mình.

## Giải thưởng
- IFIA, người đoạt huy chương vàng cho phát minh tốt nhất trong năm của Tổ chức các nhà phát minh
- Huy chương vàng về chăm sóc sức khỏe từ Cuộc thi Sáng chế Geneva ở Thụy Sĩ
- Hai huy chương danh dự tại cuộc thi INPEX Hoa Kỳ
- Cúp Phát minh và Huy chương Vàng và Bạc của năm Cuộc thi gặp gỡ Zagreb ở Croatia
- Huy chương vàng danh dự của Tổ chức phát minh Indonesia (INNOPA)
- Hai huy chương vàng và một huy chương bạc về chăm sóc sức khỏe từ Cuộc thi Sáng chế Seoul Hàn Quốc
- Huy chương vàng đặc biệt của Tổ chức Sáng chế Nga
- Giải thưởng danh dự của Tổ chức phát minh Romania
- Huy chương bạc tại cuộc thi hẹn hò ISIFA ở Istanbul
- Huy chương vàng danh dự tại Cuộc thi Sáng chế Ba Lan Warsaw
- Huy chương đồng tại Cuộc thi Sáng chế Nuremberg của Đức
- Huy chương đồng Olympic trẻ phát minh của Hàn Quốc
- Huy chương bạc Giải thưởng lớn Kuwait
- Huy chương bạc Cuộc thi Sáng chế Hoa Kỳ tại Thung lũng Silicon
- Huy chương vàng danh dự của Tổ chức các nhà phát minh Trung Quốc
- Giải thưởng nhà nghiên cứu xuất sắc nhất trong lĩnh vực y tế ở các nước Hồi giáo